# Imperatriz do Bairro Nova Gerty
Imperatriz do Bairro Nova Gerty é uma escola de samba de São Caetano do Sul.
Foi terceira colocada do carnaval em 2010 e quarta em 2011.
Em 2012 o enredo escolhido foi Saravá Ogum, Salve São Jorge - O Santo da Fé, homenageando o símbolo e a inspiração da escola, representado por São Jorge o padroeiro da Cavalaria do Exército Brasileiro. A escola teve 10 alas, 3 alegorias e 270 componentes na avenida, obtendo a terceira colocação.

## Carnavais
| Ano  | Colocação | Grupo | Enredo                                           | Ref.        |
| ---- | --------- | ----- | ------------------------------------------------ | ----------- |
| 2007 |           | Único | Lua, Luar, Conduz meu Caminhar                   | [ 5 ]       |
| 2008 | 5º lugar  | Único | Imperatriz, uma viagem na Bahia, um Porto Seguro | [ 6 ]       |
| 2009 | 4º lugar  | Único | Paz Universal                                    | [ 7 ]       |
| 2010 | 3º lugar  | Único | Quem canta seus males espanta                    | [ 3 ] [ 8 ] |
| 2011 | 4º lugar  | Único | Rosas: a Imperatriz desfila paixão               | [ 9 ]       |
| 2012 | 3º lugar  | Único | Saravá Ogum, Salve São Jorge - O Santo da Fé.    | [ 2 ]       |